# Liste der Biografien/Sier
Liste der Biografien |
Portal Biografien |
Personensuche
# |
A |
B |
C |
D |
E |
F |
G |
H |
I |
J |
K |
L |
M |
N |
O |
P |
Q |
R |
S |
T |
U |
V |
W |
X |
Y |
Z |
?
 
Sa |
Sb |
Sc |
Sd |
Se |
Sf |
Sg |
Sh |
Si |
Sj |
Sk |
Sl |
Sm |
Sn |
So |
Sp |
Sq |
Sr |
Ss |
St |
Su |
Sv |
Sw |
Sy |
Sz
 
Sia |
Sib |
Sic |
Sid |
Sie |
Sif |
Sig |
Sih |
Sii |
Sij |
Sik |
Sil |
Sim |
Sin |
Sio |
Sip |
Siq |
Sir |
Sis |
Sit |
Siu |
Siv |
Siw |
Six |
Siy |
Siz
 
Sieb |
Siec |
Sied |
Sief |
Sieg |
Sieh |
Siek |
Siel |
Siem |
Sien |
Siep |
Sier |
Sies |
Siet |
Sieu |
Siev |
Siew |
Siey
Die Liste der Biografien führt alle Personen auf, die in der deutschsprachigen Wikipedia einen Artikel haben. Dieses ist eine Teilliste mit 74 Einträgen von Personen, deren Namen mit den Buchstaben „Sier“ beginnt.

## Sier
- Sier, Kurt (* 1955), deutscher Klassischer Philologe

### Siera
- Sieracki, Margaux (* 1999), französische Leichtathletin
- Sierada, Jan (1879–1943), weißrussischer Politiker, erster Präsident der Weißrussischen Volksrepublik
- Sieradzki, Patryk (* 1998), polnischer Mittelstreckenläufer
- Sierakowska, Izabella (1946–2021), polnische Politikerin, Mitglied des Sejm
- Sierakowski, Adam von (1846–1912), polnischer Rittergutsbesitzer und Politiker, MdR
- Sierakowski, Karol (1752–1820), polnischer General im Kościuszko-Aufstand
- Sierakowski, Sławomir (* 1979), polnischer Publizist, Soziologe, Literatur- und Theaterkritiker und Verleger
- Sierakowski, Zygmunt (1826–1863), Stabsoffizier der russischen Armee, polnischer General und Führer des polnischen Januaraufstandes in Samogitien
- Sierau, Otto (* 1898), deutscher Bergmann und Mitglied der Volkskammer der DDR
- Sierau, Ullrich (* 1956), deutscher Politiker (SPD)Ullrich Sierau (* 1956)

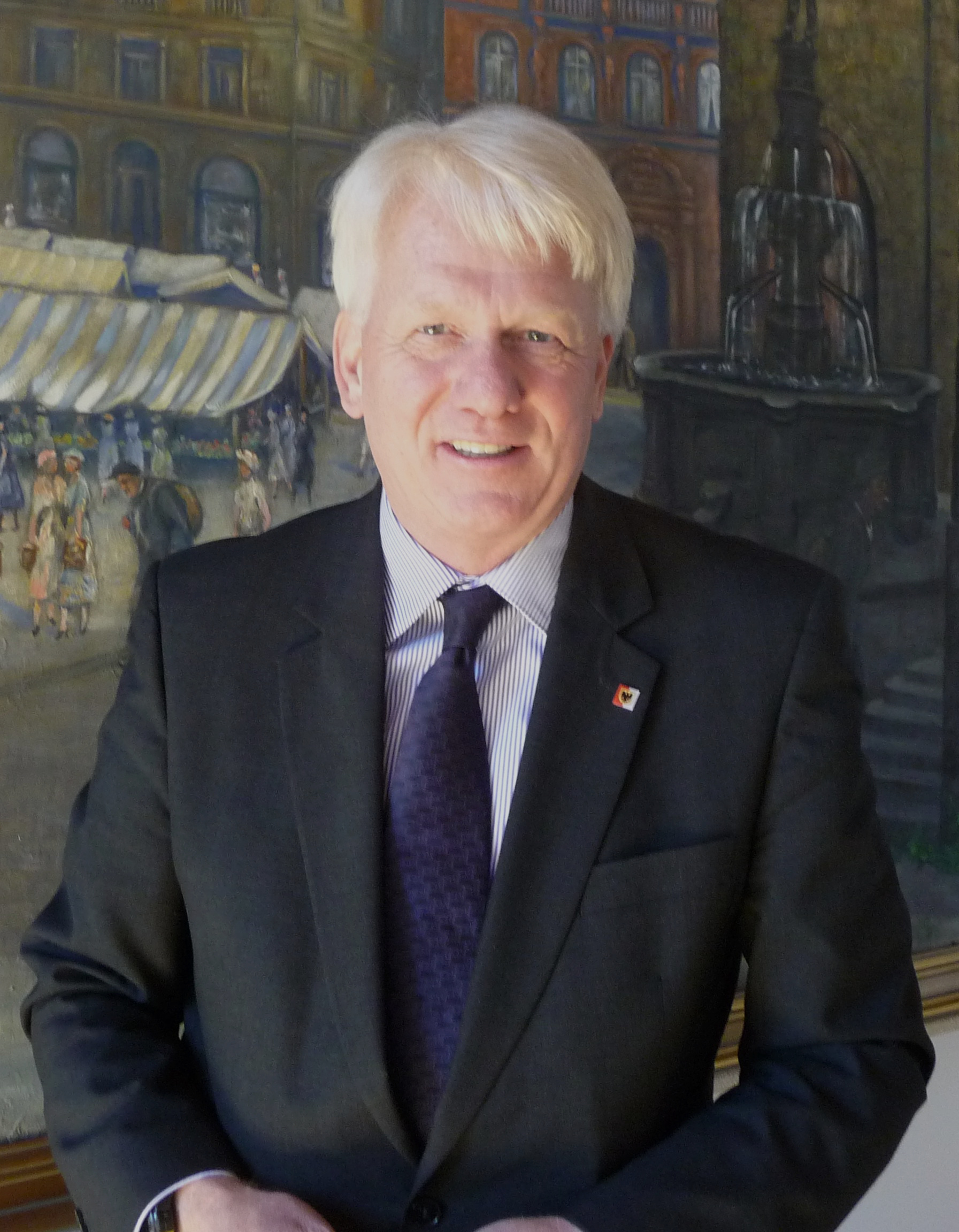
Ullrich Sierau (* 1956)

### Sierc
- Sierck, Dagmar (1958–2015), deutsche Schwimmerin
- Sierck, Jakob I. von († 1456), Erzbischof und Kurfürst von Trier (1439–1456)
- Sierck, Johann Heinrich (1817–1900), deutscher Pfarrer und Politiker
- Sierck, Klaus Detlef (1925–1944), deutscher Kinderdarsteller

### Siere
- Sierecki, Stefan (* 1990), deutscher Filmregisseur
- Sierek, Martin (* 1958), österreichischer Komponist
- Sieren, Frank (* 1967), deutscher Autor

### Sierh
- Sierhuis, Kaj (* 1998), niederländischer Fußballspieler

### Sieri
- Sierich, Adolph (1826–1889), deutscher Goldschmied und Großgrundbesitzer in Hamburg
- Sierich, Bastian (* 1976), deutscher Schauspieler und Synchronsprecher
- Sierich, Ferdinand Carl (1839–1905), niederländischer Veduten-, Porträt- und Genremaler
- Sierig, Hartmut (1925–1968), deutscher promovierter Theaterwissenschaftler und Theologe
- Siering, Constanze (* 1991), deutsche Ruderin
- Siering, Ekkehart (* 1965), deutscher Jurist und Bremer Staatsrat (SPD)
- Siering, Kay (* 1976), deutscher Journalist, TV-Moderator und FilmproduzentKay Siering (* 1976)

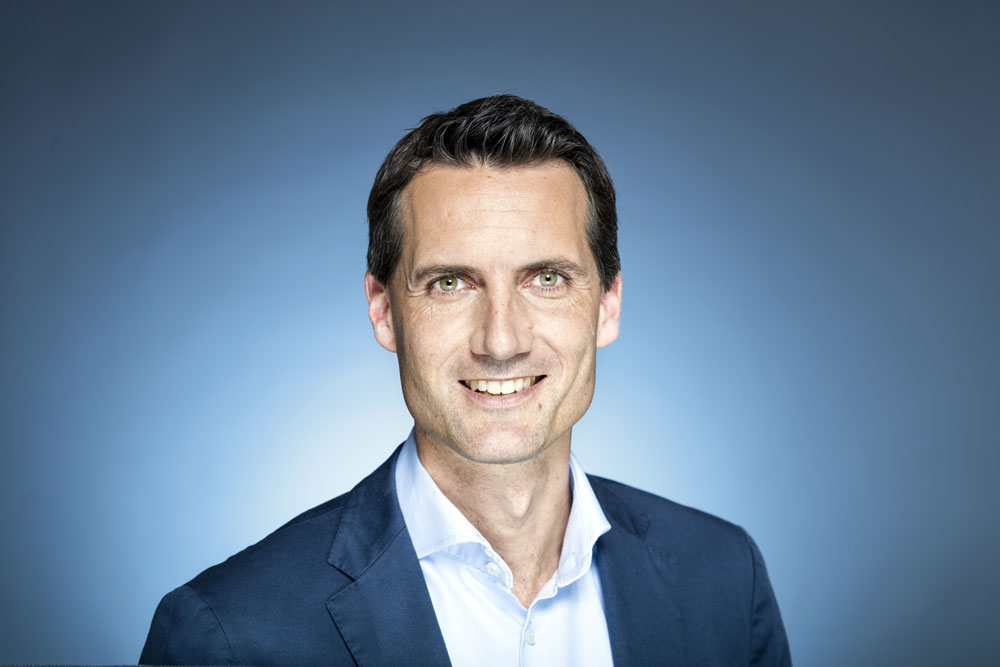
Kay Siering (* 1976)

- Siering, Lauri (* 1957), US-amerikanische Schwimmerin
- Siering, Manfred (* 1946), deutscher Naturschützer
- Siering, Walter (1905–1997), deutscher Pädagoge und Widerstandskämpfer
- Siering, Wilhelm (1875–1945), deutscher Gewerkschafter und Politiker (SPD), preußischer Staatsminister

### Sierk
- Sierk, Hartich (* 1588), deutscher Landwirt und Chronist
- Sierke, Bernt R. A. (* 1959), deutscher Wirtschaftswissenschaftler, Hochschullehrer und (seit 1999) Präsident der PFH Private Fachhochschule Göttingen
- Sierke, Eugen (1845–1925), Kulturhistoriker und Zeitungsredakteur
- Sierks, Hans Ludwig (1877–1945), deutscher Bauingenieur, sozialdemokratischer Stadtbaurat und am Widerstand gegen das NS-Regime beteiligt
- Sierks, Johann (1924–2022), deutscher Gewerkschafter (DGB) und Politiker (SPD), MdL

### Sierm
- Siermann, Jürgen (* 1947), deutscher Fußballspieler

### Siero
- Sieroka, Norman (* 1974), deutscher Philosoph und Hochschullehrer
- Sieronski, Herbert (1906–1945), deutscher Radrennfahrer
- Sieroszewski, Wacław (1858–1945), polnischer Schriftsteller

### Sierp
- Sierp, Hermann (1885–1958), deutscher Botaniker
- Sierpiński, Wacław (1882–1969), polnischer Mathematiker

### Sierr
- Sierra Bernal, Sergio (* 1950), mexikanischer Diplomat
- Sierra i Fabra, Jordi (* 1947), spanischer Schriftsteller
- Sierra Kay (* 1990), US-amerikanische Musikerin und Model
- Sierra Kidd (* 1996), deutscher RapperSierra Kidd (* 1996)

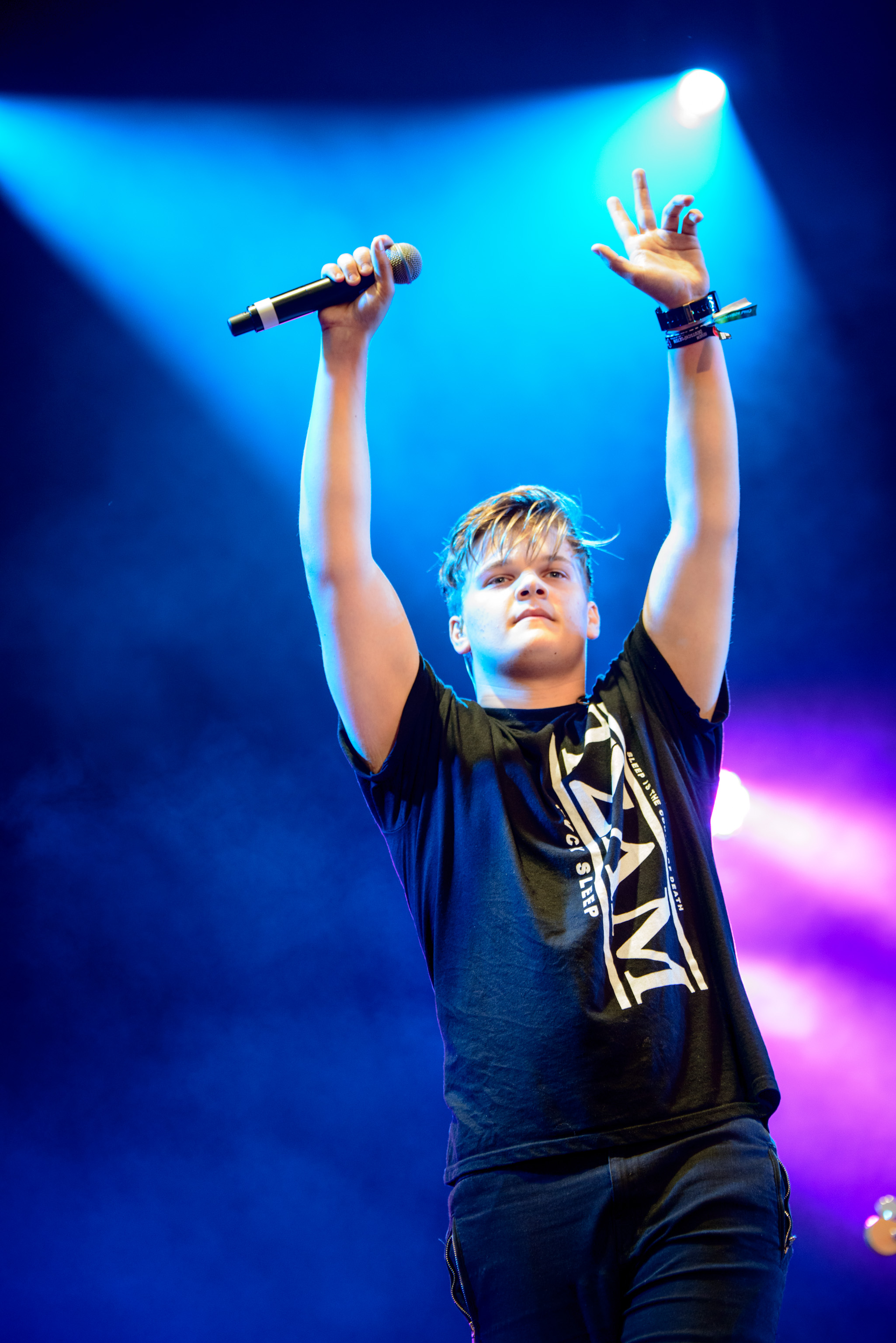
Sierra Kidd (* 1996)

- Sierra, Álvaro (* 1967), kolumbianischer Radrennfahrer
- Sierra, Arlenis (* 1992), kubanische Radrennfahrerin
- Sierra, Bianca (* 1992), US-amerikanische Fußballspielerin
- Sierra, Elias (* 2001), belgischer Fußballspieler
- Sierra, Gregory (1937–2021), US-amerikanischer Schauspieler
- Sierra, Iván De La (* 1986), uruguayischer Fußballspieler
- Sierra, Javier (* 1971), spanischer Journalist und Schriftsteller
- Sierra, José (* 1931), mexikanischer Fußballtorhüter
- Sierra, José Luis (* 1968), chilenischer Fußballspieler
- Sierra, José Manuel (* 1978), spanischer Handballtorwart
- Sierra, Juan David (* 2005), italienischer Radrennfahrer
- Sierra, Leonardo (* 1968), venezolanischer Radrennfahrer
- Sierra, Manuel (* 1981), mexikanischer Eishockeyspieler
- Sierra, Nadine (* 1988), US-amerikanische Opernsängerin (Sopran)
- Sierra, Roberto (* 1953), puerto-ricanischer Komponist
- Sierra, Santiago (* 1966), spanischer Künstler
- Sierra, Santiago (* 1987), mexikanischer Eishockeyspieler
- Sierra, Solana (* 2004), argentinische TennisspielerinSolana Sierra (* 2004)

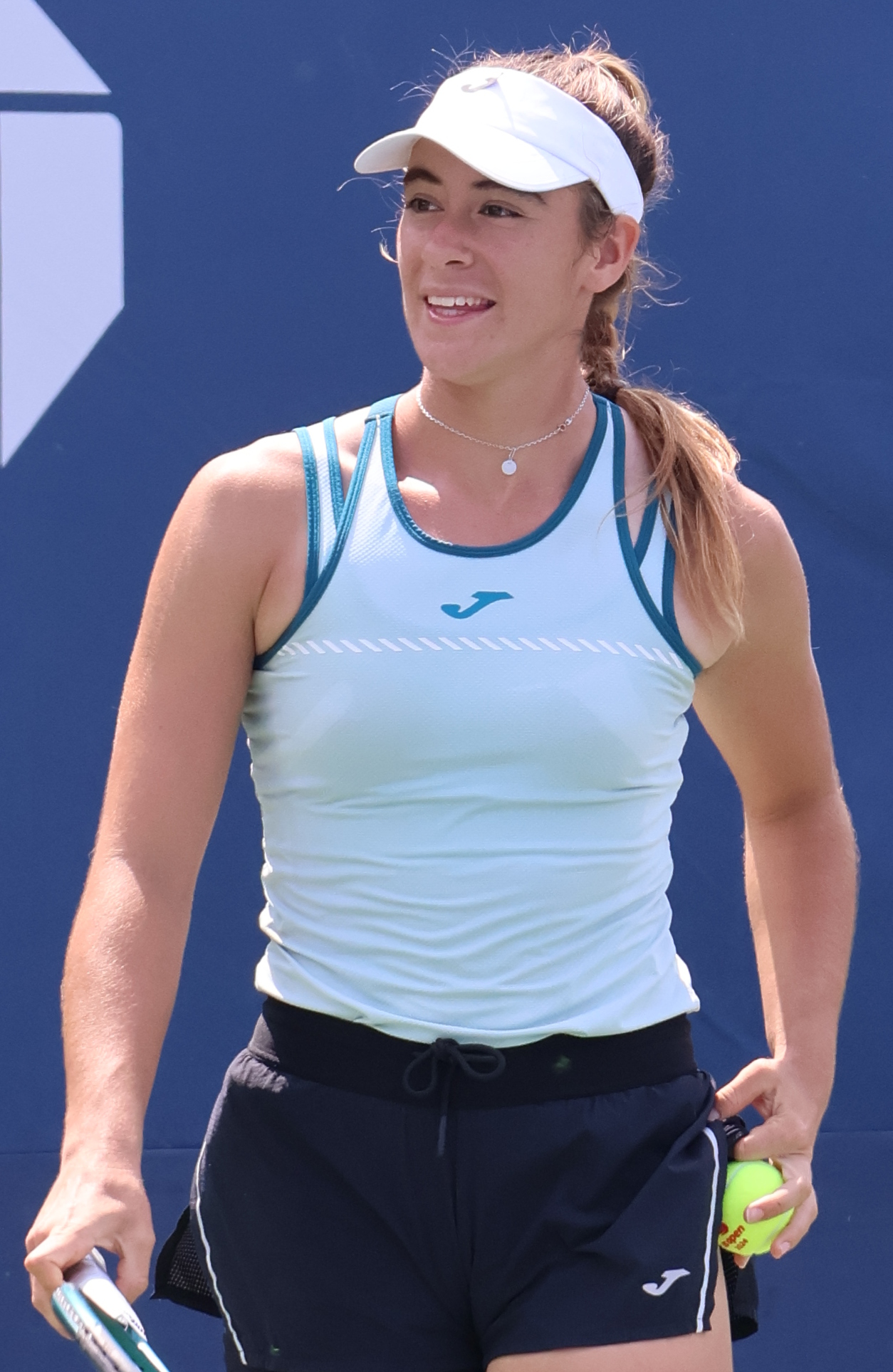
Solana Sierra (* 2004)

- Sierra, Stella (1917–1997), panamaische Dichterin
- Sierra, Terencio (1839–1907), honduranischer Präsident (1901–1903)
- Sierra, Verena (* 1978), deutsche Radiomoderatorin und Redakteurin
- Sierralta, Francisco (* 1997), chilenischer Fußballspieler
- Sierro, Vincent (* 1995), Schweizer Fußballspieler

### Siers
- Siers, Pete (* 1961), US-amerikanischer Jazzmusiker (Schlagzeug)
- Siers, Theodor (1910–1991), deutscher Schachkomponist
- Siersleben, Frank (* 1960), deutscher Fußballspieler
- Siersleben, Tim (* 2000), deutscher Fußballspieler
- Sierstorpff, Kaspar Heinrich von (1750–1842), braunschweigischer Staatsmann
- Sierszyn, Armin (* 1942), Schweizer Theologe, Pfarrer und Dekan